# Akaba Suekichi
Akaba Suekichi (jap. 赤羽末吉; * 3. Mai 1910 in Tokio, Japan; † 8. Juni 1990) war ein japanischer Illustrator.
1931 zog er in die Mandschurei, wo er bis 1947 blieb. Dort war er in der Industrie tätig, übte sich in seiner Freizeit jedoch im Zeichnen und Malen. Zurück in Japan begann er, in Tokio für die amerikanische Botschaft zu arbeiten.
Inspiriert durch Motai Takeshis Serohiki no Gōshu, beschloss er, selbst Buchillustrator zu werden. 1961 veröffentlichte er sein erstes Bilderbuch, das in einer Wintergegend spielende Kasa Jizō (かさじぞう). Dieses Buch basierte, wie die meisten seiner folgenden Illustrationsarbeiten, auf einer Sage. Es folgten über 20 weitere Bücher, darunter Momotarō (ももたろう) im Jahr 1965.
Akaba gewann 1980 den Hans Christian Andersen-Preis, für den er bereits 1978 nominiert gewesen war.